# 鸦椿卫矛
鸦椿卫矛（学名：Euonymus euscaphis）是卫矛科卫矛属的植物，是中国的特有植物。分布在中国大陆的江西、广东、福建、湖南、浙江、安徽等地，生长于海拔200米至1,750米的地区，多生在山间林中以及山坡路边，目前尚未由人工引种栽培。

## 异名
- Euonymus euscaphis Hand.-Mazz. var. gracilipes Rehd.